# Solberga
Solberga – dzielnica (stadsdel) Sztokholmu, położona w jego południowej części (Söderort) i wchodząca w skład stadsdelsområde Älvsjö. Graniczy z dzielnicami Hägerstensåsen, Västberga, Östberga, Liseberg, Älvsjö i Långbro.
Według danych opublikowanych przez gminę Sztokholm, 31 grudnia 2020 r. Solberga liczyła 12 105 mieszkańców. Powierzchnia dzielnicy wynosi 1,87 km².
Na obszarze dzielnicy Solberga oraz sąsiedniej dzielnicy Älvsjö położona jest stacja sztokholmskiego pendeltågu, Älvsjö.